# Paul Cetrangolo

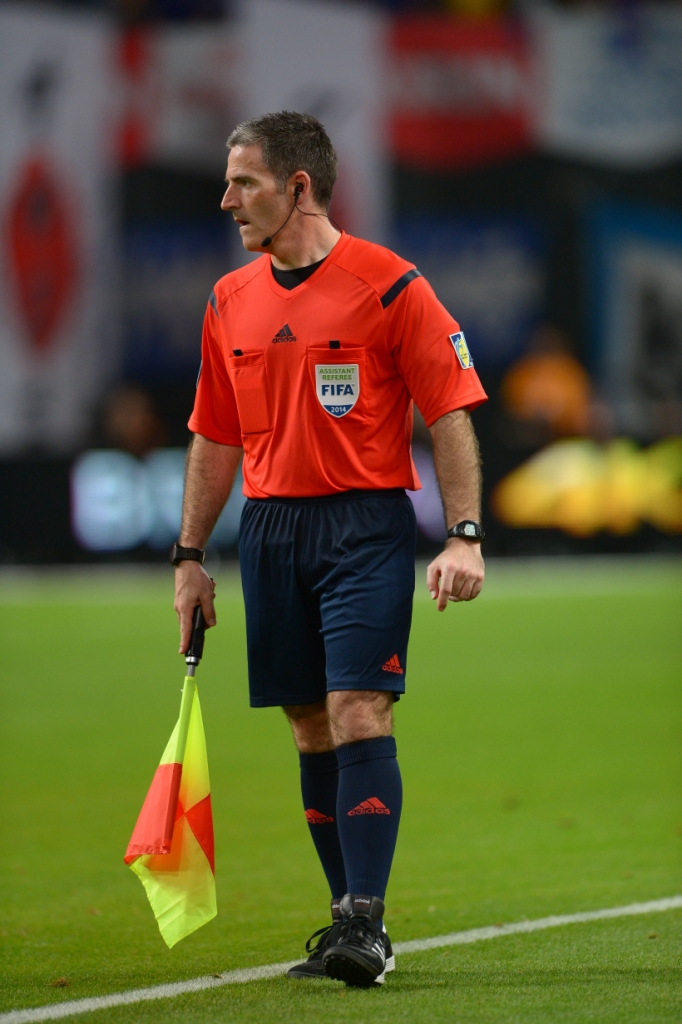
Paul Cetrangolo (2014)

Paul Cetrangolo (* 26. Juli 1978) ist ein ehemaliger australischer Fußballschiedsrichterassistent.
Ab der Saison 2007/08 bis zur Saison 2022/23 war Cetrangolo Schiedsrichterassistent in der australischen A-League Men; insgesamt hatte er 173 Einsätze. Von 2011 bis 2017 stand er auf der Liste der FIFA-Schiedsrichter und leitete internationale Fußballpartien. In den Jahren 2012 bis 2017 wurde er bei insgesamt 19 Spielen in der AFC Champions League eingesetzt.
Cetrangolo war unter anderem bei der FIFA-Klub-Weltmeisterschaft 2014 in Marokko (ein Spiel) und bei der Asienmeisterschaft 2015 in Australien (drei Spiele) im Einsatz, jeweils als Assistent von Ben Williams. Zudem leitete er vier Spiele in der Asien-Qualifikation für die Weltmeisterschaft 2018 in Russland sowie Freundschaftsspiele.
Im November 2022 beendete er seine Schiedsrichterkarriere.
Cetrangolo ist verheiratet und hat zwei Söhne. Er arbeitet als Senior Financial Advisor in Payneham, South Australia.